# Arthur Berger
Arthur Victor Berger (ur. 15 maja 1912 w Nowym Jorku, zm. 7 października 2003 w Bostonie) – amerykański kompozytor, pedagog, krytyk muzyczny.

## Życiorys
W latach 1934–1937 studiował na Uniwersytecie Harvarda u Waltera Pistona, następnie od 1937 do 1939 roku kontynuował naukę w Paryżu u Nadii Boulanger i Dariusa Milhauda. W czasie studiów aktywny w Young Composer’s Group, zajmował się krytyką muzyczną, propagując muzykę awangardową. Znał Ivesa, Cowella i Varèse’a. Wspólnie z Bernardem Herrmannem wydawał czasopismo Musical Mercury.
Był wykładowcą Mills College, Brooklyn College, Juilliard School, Brandeis University i New England Conservatory of Music. Do jego uczniów należeli Charles Dodge, William Flanagan i Alvin Lucier. Pisywał jako krytyk muzyczny do Boston Transcript, New York Sun i New York Herald Tribune. W 1962 roku był jednym ze współzałożycieli czasopisma Perspectives of New Music. Laureat stypendium Fundacji Pamięci Johna Simona Guggenheima (1975). Był członkiem Amerykańskiej Akademii Sztuki i Literatury.
Opublikował pracę monograficzną poświęconą Aaronowi Coplandowi (1953) oraz autobiograficzne Reflections Of An American Composer.

## Twórczość
Tworzył muzykę dodekafoniczną, z krótką przerwą w latach 40., kiedy na pewien czas zwrócił się ku neoklasycyzmowi. Był miłośnikiem i propagatorem twórczości Strawinskiego. Skomponował m.in. Kwartet dęty (1941), Serenade concertante na orkiestrę (1944), Chamber Music dla 13 wykonawców (1956), kwartet smyczkowy (1958), Polyphony na orkiestrę (1956), trio na gitarę, skrzypce i fortepian preparowany (1972), Perspectives II na orkiestrę (1985), kwintet Diptych: Collages I&II (1990), ponadto utwory fortepianowe i kameralne oraz pieśni.